# Zelenîi Hai, Tokmak
Zelenîi Hai (în ucraineană Зелений Гай, în germană Grüntal) este un sat în comuna Tavria din raionul Tokmak, regiunea Zaporijjea, Ucraina. Satul a fost locuit de germanii pontici.   

## Demografie
Componența lingvistică a localității Zelenîi Hai
     Ucraineană (93,84%)
     Rusă (6,16%)
Conform recensământului din 2001, majoritatea populației localității Zelenîi Hai era vorbitoare de ucraineană (93,84%), existând în minoritate și vorbitori de rusă (6,16%).